# Ivan Ribar

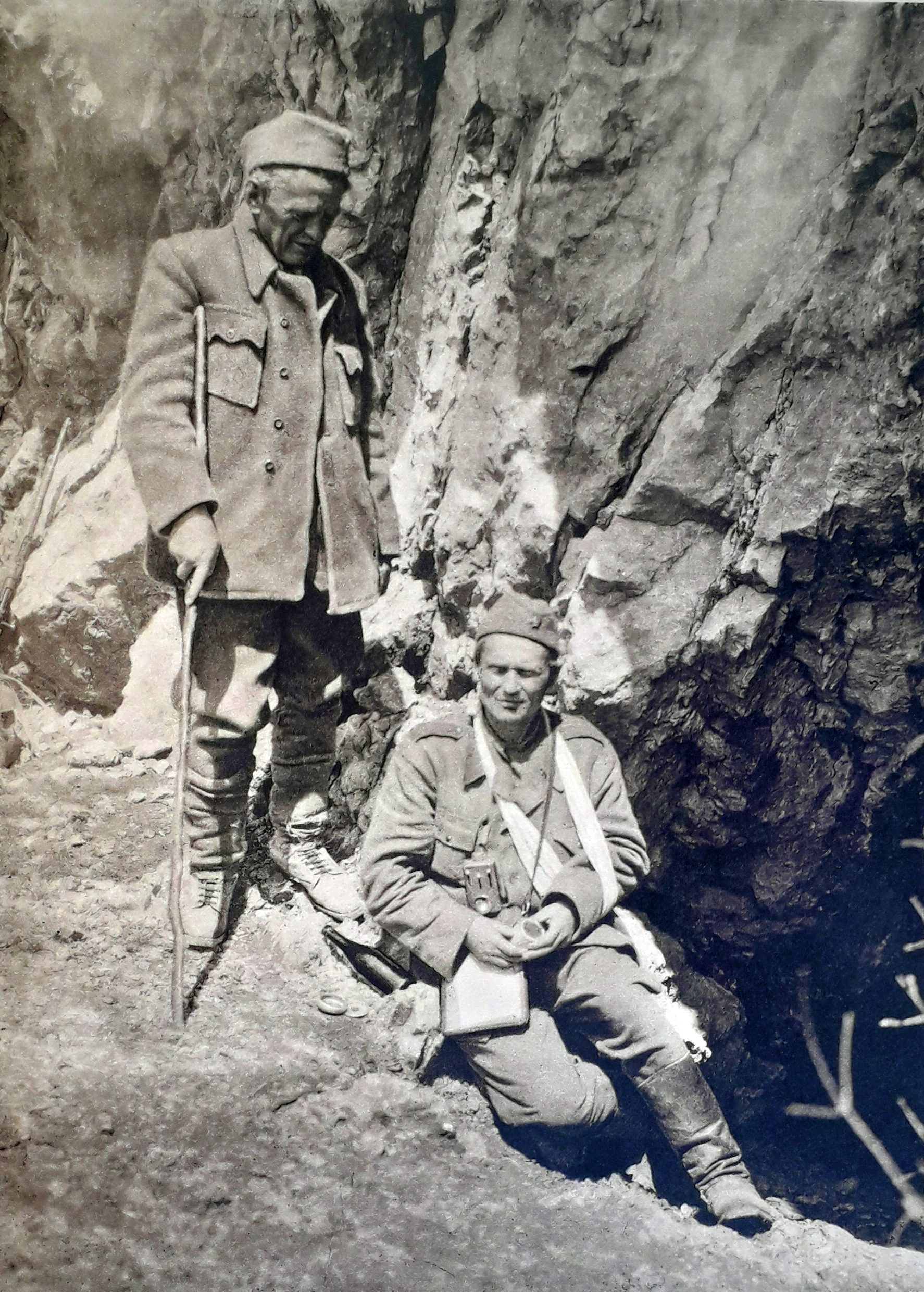
Ivan Ribar (links) met Tito (rechts) in 1943

Ivan Ribar ([ǐvan rîbaːr], Servisch: Иван Рибар) (Karlovac, 21 januari 1881 - Zagreb, 11 juni 1968) was een Joegoslavisch politicus. Vanaf 1945 was hij president, tot 1953 toen Josip Broz Tito hem opvolgde.
Ribar studeerde rechten aan de Universiteit van Zagreb. Hij promoveerde in 1904. Tussen 1920 en 1922 was hij voorzitter van het Joegoslavische parlement (toen nog Koninkrijk Joegoslavië). 
Zijn beide zonen hebben de Tweede Wereldoorlog niet overleefd. Ivo Lola Ribar, de jongste van de twee, die voorzitter was van de jongerenafdeling van de Joegoslavische Communistenbond, werd postuum tot nationale held verklaard. In Novi Beograd is een woonwijk naar Ivan Ribar vernoemd. 
- Bibliothèque nationale de France: cb127687400 (data)
- Gemeinsame Normdatei: 14128031X
- International Standard Name Identifier: 0000 0000 7891 0611
- Library of Congress Control Number: n81108061
- Nationale Bibliotheek van Israël: 987011246922005171
- Nederlandse Thesaurus van Auteursnamen: 244594198
- Système universitaire de documentation: 221264949
- Virtual International Authority File: 75179467
- WorldCat: E39PBJptVqRyhhprWq6yPXyTpP